# Импроперий
Импропе́рий (лат. improperium, часто мн.ч. лат. improperia; нем. Improperien, англ. reproaches) — раздел католической мессы на Страстную пятницу, в центре которого — «укоряющая» речь Спасителя на Кресте, обращённая к народу иудейскому. По традиции, восходящей к эпохе Средних веков, тексты импроперия распеваются одноголосно (см. Григорианское пение); существуют многоголосные обработки традиционных текстов, выполненные профессиональными композиторами.

## Термин
Термин впервые появляется в римском миссале 1474 г. как особенная часть литургии, которая изначально не относилась к проприю мессы (от лат. improperius — несвойственный, то есть не присущий проприю). По другой версии, improperium происходит от лат. probrum (упрёк, укор) и связывается с тематикой импроперия.

## Характеристика
Импроперии подразделяются на большие (первая часть) и малые (вторая часть). Большой импроперий состоит из трёх строф, каждая из которых строится как диалог Спасителя (начальный возглас: Popule meus, quid feci tibi?, Мих. 6:3), которого персонифицирует священник или регент, и народа (рефрен — троекратный «Hagios», сначала по-гречески, затем в латинском переводе), от лица которого поёт хор.
Малый импроперий состоит из девяти строф одинаковой структуры. Каждая строфа состоит из двух сольных стихов (с чередующейся анафорой ego / tu; инципит: Ego propter te flagellavi Aegyptum), исполняемых двумя разными певчими, и короткого хорового рефрена (на текст из первой части: Popule meus, quid feci tibi?). Распев Христовых «упрёков» (большого импроперия) невматический (с некоторым количеством мелизмов) и напоминает обычные антифоны. Стихи малого импроперия распеваются речитационно (как псалмы), но по своей собственной модели — с тенором e и финалисом c. В целом, при повторе стихов (или их фрагментов) мелодия также повторяется.

## Исторический очерк
Латинские тексты импропериев гимнографические (никаких «упрёков Иисуса народу» Евангелие не содержит). Древнейшая рукопись со стихами большого импроперия (включая двуязычный Hagios/Sanctus) — ненотированный градуал из Санлиса конца IX в.; первый нотированный градуал (т.наз. градуал из Лана) — X века. Древнейшие источники со стихами малого импроперия относятся к началу XI века.
В беневентанских литургических книгах XI века обнаруживается песнопение «O quando in Cruce», текст которого (тематически явно «импропериальный») не похож ни на один канонический «римский» текст. Песнопение подтекстовано (с ошибками) также по-гречески («Otin to stauron»). По всей вероятности, не только текст, но и мелодия (также негригорианская, нестандартная) были заимствованы итальянскими католиками непосредственно из византийского обихода. Сам обряд Поклонения Кресту (в рамках которого и находятся импроперии) в беневентанских рукописях расписан в такой степени подробности, что литургические заметки напоминают сценические ремарки.

## Рецепция
Многоголосные импроперии (на канонический текст «Popule meus») писали многие композиторы эпохи Ренессанса, в том числе Палестрина, Виктория, Лассо, Анерио; в XX в. — Пендерецкий (Пассакалия из «Страстей по Луке»). Многоголосные импроперии, которые считаются композиционно-технической разновидностью итальянского фобурдона (итал. falsobordone), выдержаны в моноритмической («старогомофонной») фактуре, с минимумом мелодического распева. Примеры такого рода — два восьмиголосных мотета Палестрины и четырёхголосный мотет Виктории. В XXI веке начальными словами импроперия «Popule meus» (2009) озаглавлена инструментальная пьеса (для виолончели и струнных) Дж. Тавенера.

## Дискография
- Adorate Deum (Nova Schola Gregoriana / Alberto Turco)